# Військовий музей Валенсії
Військовий музей — один з музеїв міста Валенсія, Іспанія, присвячений військовій історії Іспанії та історії Іспанської армії.
Експозиція музею розташована недалеко від старого русла Турії в непримітній і невеликій на вигляд будівлі, насправді включає 22 зали справжніх експонатів. У внутрішньому дворі та перших залах виставлені зразки знарядь і військової техніки, зокрема, часів війни іспанців проти Наполеона та іспанської Громадянської війни. Далі слідує колекція снарядів і патронів, потім колекція вогнепальної зброї XIX-XX століть, виробленої в різних країнах, кавалерійської холодної зброї. Окремі зали демонструють історію артилерії та інженерних військ. На другому поверсі знаходиться галерея батального живопису, колекція орденів та медалей та велика зала з мініатюрними макетами битв Наполеонівських воєн в Іспанії в центрі та мундирами XIX—XX століть по стінах.
Музей відрізняється терпимим ставленням до франкізму, у ньому експонуються парадні портрети та бюст каудильйо Франсіско Франко, мундири його генералів і нагороди, отримані бійцями Блакитної дивізії на Східному фронті (у боях проти СРСР у німецько-радянській війні).